# Vitor Roque
Vitor Hugo Roque Ferreira (Timóteo, 28 de fevereiro de 2005) é um futebolista brasileiro que atua como atacante. Atualmente defende o Palmeiras.

## Carreira

### Início
Nascido em Timóteo, Minas Gerais, filho do inspetor de qualidade Juvenal e da dona de uma confecção de biquínis Hercília, Vitor Roque mudou-se para Coronel Fabriciano ainda jovem e iniciou sua trajetória aos seis anos na escolinha de futebol do Cruzeirinho, que fica a 247 km de Belo Horizonte. Atuando como volante, Roque sempre era o melhor jogador de sua categoria desde sua entrada. Se destacava tanto que os professores eram obrigados a subi-lo de categoria mesmo sendo mais novo que os outros. Chegou até a ser observado por representantes do São Paulo que foram até Timóteo para analisar jovens que que jogavam peneiras locais. Mas como atuou de zagueiro nesse testes e não havia experiência na posição, acabou não aprovado. Roque ficou na escolinha até os dez anos, quando saiu para a base do América Mineiro.

### América Mineiro
Fez um teste para entrar no América Mineiro em 2015 e passou. Na base do Coelho, ainda atuava como meio-campista camisa 5 assim como seu pai atuava nas peladas (recebeu até o apelido de Tigrinho em virtude de seu pai ter o apelido de Tigrão), depois passou a jogar de meia e finalmente virou centroavante, posição onde se firmou. Tratado como uma joia desde seu início no clube, Roque começou a chamar mais a atenção em 2018, quando foi artilheiro do Campeonato Mineiro Sub-14 com oito gols e conquistou a Cruzeiro Internacional Cup, na categoria Sub-15.
Ficou no clube até dezembro de 2018, quando estando prestes a fazer 14 anos, acabou não aparecendo na reapresentação prevista pelo clube para o dia 4 de fevereiro de 2019. O Cruzeiro havia feito um acordo para pagar 500 mil reais ao empresário André Cury por meio da empresa Link Assessoria Esportiva e Propaganda LTDA, tipo de transação que não é liberado pela FIFA. No dia de seu aniversário de 14 anos, Roque havia ido para o Cruzeiro e em 1º de março acertado um vínculo de formação, o que gerou grande revolta pelo lado do América que denunciou o clube Celeste de organizar um boicote e um aliciamento indevido para assinar um contrato com o atleta, tendo inclusive sido alegado que foi forjado uma peneira como uma desculpa para evitar a suspeita de assédio. Como punição, a Raposa deixou de participar de algumas competições de base que participaria normalmente como por exemplo a Copa Nike Sub-15, disputada em maio.
Em 22 de maio, foi anunciado que o Cruzeiro e o América chegaram a um acordo quanto ao imbróglio, tendo as equipes decidindo dividir os direitos federativos de Roque.

### Cruzeiro

#### Base
Chegando no Cruzeiro em fevereiro de 2019, também obteve destaque na base principalmente no Sub-17 do clube em 2021, onde chegou a situação observado pelo Barcelona. No jogo de volta decisão do Mineiro da categoria, fez os dois gols na vitória por 2–1 sobre o Atlético Mineiro. Devido a vitória do Galo pelo mesmo placar no primeiro jogo, houve penalidades e o Cruzeiro acabou perdendo por 6–5 e ficou com o vice-campeonato. Apesar do vice, terminou o torneio como artilheiro com 11 gols. No Brasileiro Sub-17, no qual a Raposa alcançou as semifinais, Roque fez 10 gols em 12 jogos. Em 25 de maio, assinou seu primeiro contrato profissional com Cruzeiro com uma multa de  300 milhões de euros (equivalente a 1,6 bilhões de reais).

#### Profissional
Com 19 gols feitos até aquela altura (dez no Brasileiro e nove no Campeonato Mineiro, os dois na categoria Sub-17), foi chamado para treinar com o time principal no começo de outubro e no dia 7, acabou relacionado pelo técnico Vanderlei Luxemburgo para a partida contra o Coritiba, válida pela 29ª rodada da Série B.
Estrearia pelo clube profissional na rodada seguinte, no empate de 0–0 com o Botafogo. Entrou no lugar de Bruno José aos 15 minutos do segundo tempo, mas ficou na partida por apenas 18 minutos e foi substituído por Keké. Sentindo a parte física, Vitor acabou chorando ao ser substituído. Como forma de apoio, Vanderlei Luxemburgo pediu para a torcida ovaciona-lo, coisa que aconteceu.
Em 27 de dezembro, foi divulgado como sendo um dos relacionados para representar o Cabuloso na Copa São Paulo de Futebol Júnior de 2022.

#### 2022
Roque fez um gol na Copa São Paulo, sendo na vitória por 4–1 sobre o Desportivo Brasil e ajudando o Cruzeiro a se classificar às quartas de final. Porém, o clube mineiro foi desclassificado ao perder de virada por 2–1 para o São Paulo, nas quartas.
Teve um desempenho formidável no mês de fevereiro, tendo feito seu primeiro gol como profissional no empate de 2–2 com Vila Nova, na 8ª rodada do Campeonato Mineiro, e dois na goleada de 5–0 com o Sergipe, no jogo de ida da primeira fase da Copa do Brasil. Com esse gol, Vitor tornou-se o sexto jogador mais jovem da história do torneio a marcar um gol e o mais jovem a marcar pelo Cruzeiro na competição, com 16 anos, 11 meses e 25 dias. Esse desempenho foi destacado pelo jornal As, um dos maiores da Espanha. Rapidamente caiu nas graças da torcida, com vários memes e frases sendo a seu respeito, como "Tá em choque, tá em choque, é mais um gol do Vitor Roque” e "hoje tem gol do Vitor Roque".
No jogo seguinte marcou novamente, o único gol da equipe Celeste na derrota por 2–1 para o Galo, no clássico mineiro válido pela 9ª rodada do Campeonato Mineiro em 3 de março. Em 17 de março, fez um dos gols na vitória de 3–0 sobre o Tuntum no jogo de volta da segunda fase da Copa do Brasil, ajudando a equipe a avançar de fase. Nove dias depois, balançou as redes na vitória por 2–1 sobre o Athletic, no segundo jogo da semifinal, e ajudou o Cruzeiro a chegar na final.
Após o gol feito contra o Athletic, disputaria mais duas partidas antes transferir-se para o Athletico Paranaense. Porém, a diretoria do Cruzeiro e o então presidente da SAF do clube, Ronaldo, criticaram como foi conduzida a negociação e a forma como o atleta saiu. De acordo com o Fenômeno, a saída ocorreu na “calada da noite”, sem qualquer manifestação anterior de insatisfação quanto à situação no Cruzeiro. O comunicado oficial da rescisão unilateral foi feito pelo jogador, via e-mail, às 21h40 do dia 11 deste mês, domingo anterior à viagem para o acerto com o Athletico.
| “                                     | De repente, veio a situação do Vitor Roque, que pegou a gente de surpresa. Não tinha nenhum diagnóstico do jogador, nenhuma reclamação. A gente estava discutindo renovação do contrato e, de repente, meio que na calada da noite, foi feito isso aí. | ” |
| — Ronaldo, em declaração sobre o caso | |   |

O principal motivo do imbróglio se deu ao não entendimento entre as partes em relação ao novo contrato que o atleta assinaria com o clube celeste. O staff de Vitor Roque chegou a trocar a minuta contratual do novo acordo, que previa aumento de salário e da multa rescisória. Seu empresário, André Cury, queria um aditivo no contrato em vigor, enquanto o clube tinha a  intenção na assinatura de um novo acordo também que teria validade até 23 de maio de 2025, assim como na gestão anterior.
Na proposta, ao invés de 12 mil reais, Roque passaria a ganhar 50 mil reais, com o acordo prevendo o primeiro aumento a partir de janeiro de 2024. Então, Roque após completar 18 anos passaria a receber 80 mil. Um último aumento estava previsto pelo Cruzeiro para janeiro de 2025, com o atleta passando a receber 110 mil por mês, um aumento de 120% em relação ao valor que era proposto para o jogador receber a partir de abril de 2022.
Cury explicou que o interesse era apenas ter um aditivo e não assinar um novo contrato. Assinar um novo contrato só era cogitado ao fim de 2022, pois Roque estaria com maior rodagem no profissional. As negociações entre o atleta e o clube haviam se encerrado no dia em que Roque viajou para Curitiba, tendo o atleta treinado normalmente no dia na parte da manhã. Roque enviou um e-mail no mesmo dia para algumas pessoas do Cruzeiro informando sobre a rescisão unilateral de seu contrato, assinando também um outro e-mail enviado através de Ehler Pessoa, um de seus agentes, além duma carta assinada pelo atleta e pelos pais dele, já que o jogador era menor de idade. Com isso, a diretoria do clube considerou ser justo cobrar na Justiça uma multa maior do que era e com base no novo contrato de abril, uma vez que havia divulgado na FMF, a proposta do novo contrato. Na temporada, havia feito 11 jogos e fez seis gols, além de cinco partidas na temporada passada.

### Athletico Paranaense

#### 2022
Apesar de especulado no Internacional e o clube ter chegado forte para contratá-lo, Vitor Roque viajou à Curitiba no dia 10 abril para acertar com o Athletico Paranaense. Sua contratação foi anunciada no dia seguinte, após o Furacão pagar a sua multa rescisória de 24 milhões de reais, com o jogador tornando-se a maior contratação da história do clube — superou o uruguaio Agustín Canobbio, que custou 15,2 milhões. Também ficou acordado que o Cruzeiro ficaria com metade do valor da transferência, enquanto o América Mineiro ficaria com 35%, e sua família com o restante. Apresentado no dia 13, Roque escolheu a camisa 39 que pertenceu ao volante Bruno Guimarães, por ser fã do jogador.

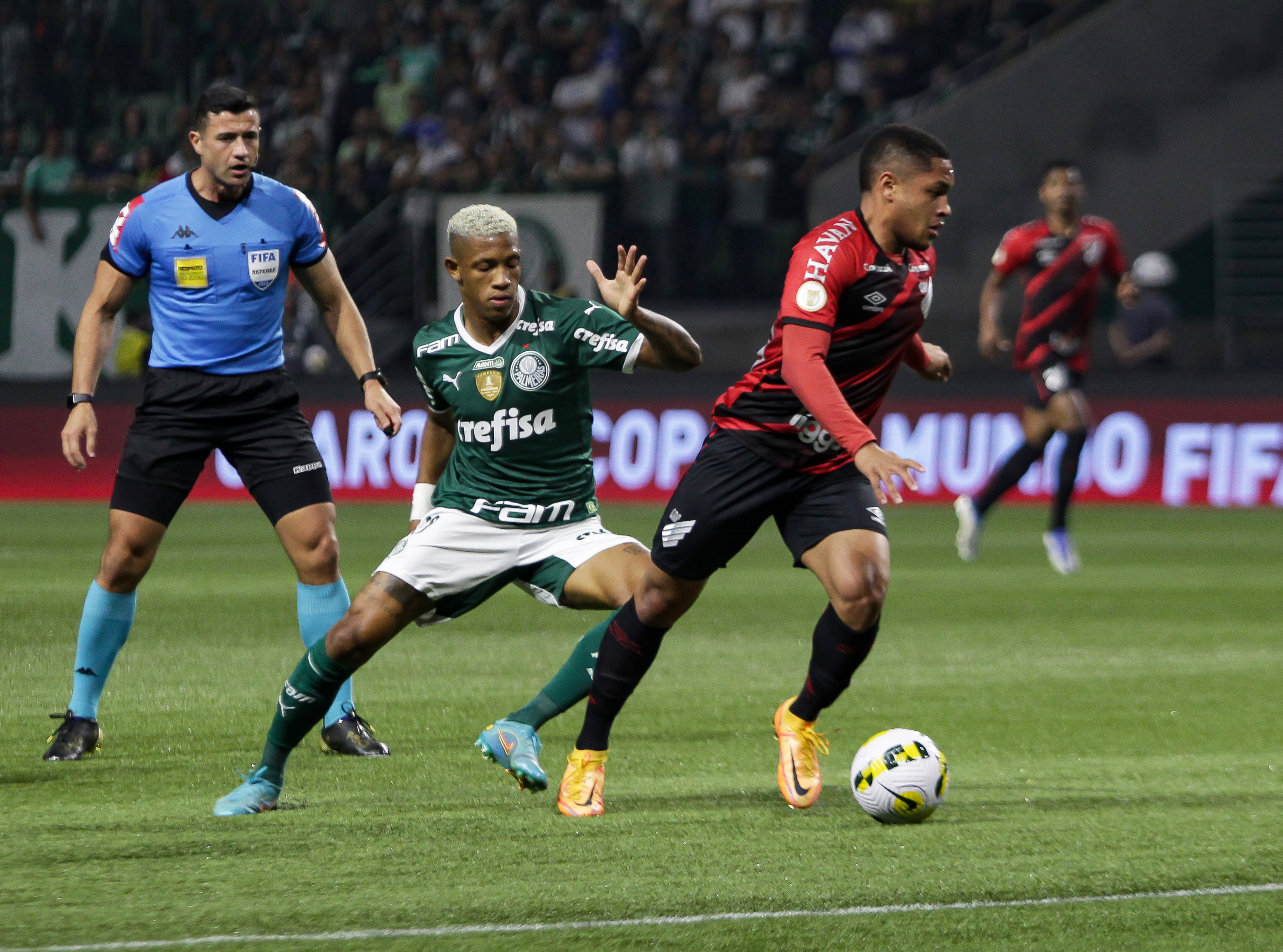
Vitor Roque sendo marcado por Danilo, do Palmeiras, pelo Campeonato Brasileiro de 2022

O atacante estreou pelo Furacão no dia 17 de abril, na derrota de 1–0 para o Atlético Mineiro. Entrou no segundo tempo, no lugar do lateral Luis Orejuela, e atuou por 16 minutos, tendo boa participação enquanto esteve em campo. Marcou seu primeiro gol com a camisa do clube paranaense no dia 29 de maio, garantindo a vitória por 1–0 sobre o Cuiabá, válida pela 8ª rodada do Campeonato Brasileiro.
No dia 2 de julho, o atacante balançou as redes e marcou um dos gols da vitória por 2–0 sobre o Palmeiras, fora de casa, pela 15ª rodada do Campeonato Brasileiro.
Em sua estreia na Libertadores após ser escrito quatro dias antes, Roque entrou como titular no lugar de Pablo que havia lesionado-se e com apenas cinco minutos de jogo fez o primeiro gol do rubro-negro na vitória por 2–1 sobre o Libertad em 28 de junho, no jogo de ida das oitavas da Libertadores. Com o gol, tornou-se o jogador mais jovem do clube a marcar um gol na competição com 17 anos e 120 dias, superando Evandro, que marcou quando tinha 18 anos e 282 dias. Também foi eleito para a seleção dos melhores da semana na Libertadores.

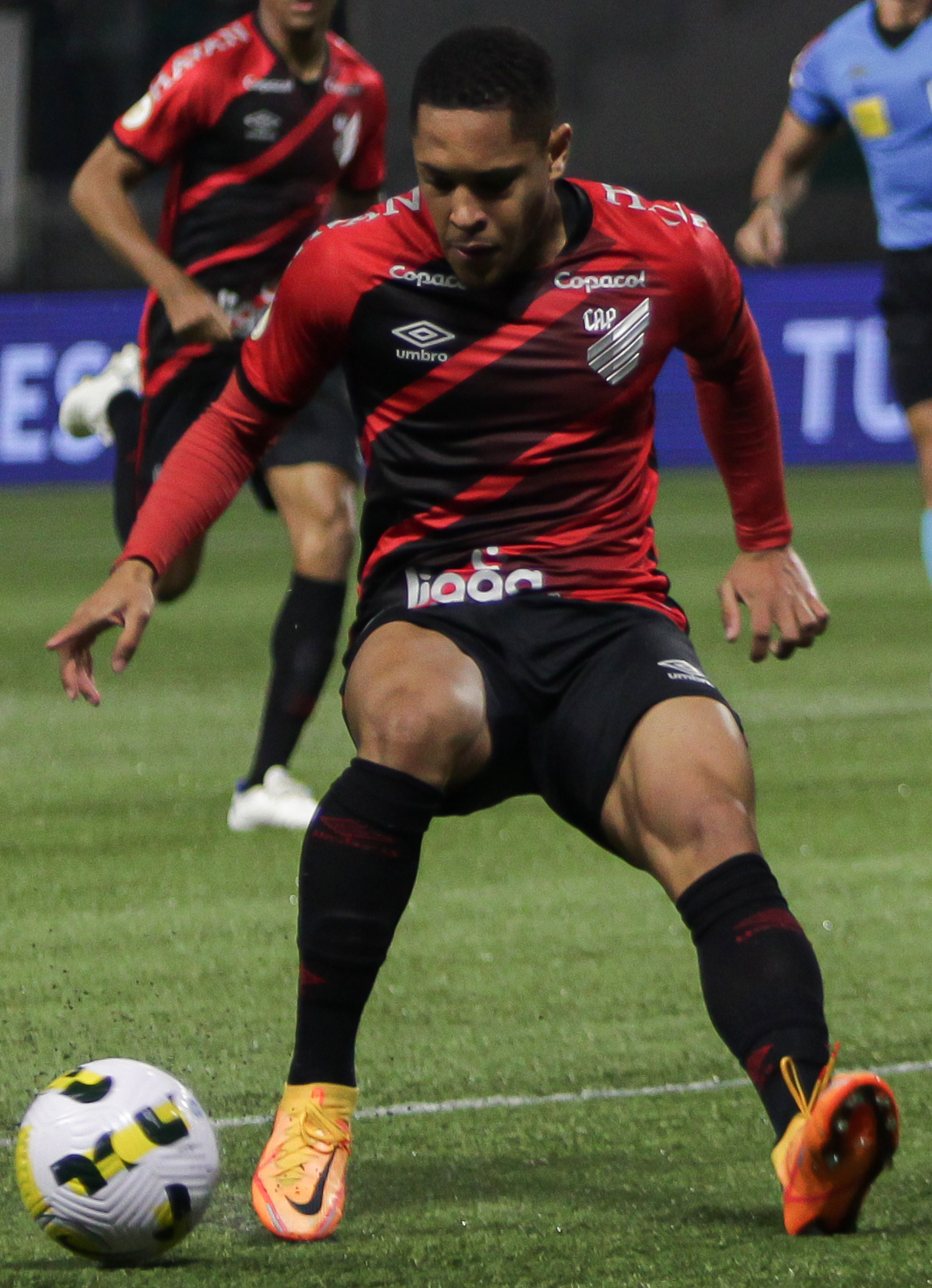
Vitor Roque pelo Athletico Paranaense em 2022

Em 8 de agosto, fez mais dois gols na vitória por 3–2 sobre o Atlético Mineiro na 21ª rodada do Brasileirão. Em 11 de agosto, fez o gol da classificação do Furacão na semifinal da Libertadores, que venceu o Estudiantes por 1–0 no jogo de volta (após um empate sem gols na ida. Além de ser eleito o melhor da partida, com esse tento chegou a seis gols pelo clube, o segundo em quatro jogos na Libertadores. Segundo os dados do Footstats, Vitor Roque havia acertado quatro das oito finalizações tentadas e feito dois gols, nas quatro partidas disputadas no torneio. Também sofreu sete faltas, roubou três bolas e deu três assistências para chutes dos companheiros.
Nessa altura da temporada, era o atleta Sub-17 com mais gols no mundo, com 12 gols. Também ficou no top-5 feito só para jogadores brasileiros, com mesmo preço de mercado e na quinta posição. Em 30 de agosto, deu a assistência para Alex Santana fazer o gol da vitória por 1–0 sobre o Palmeiras no jogo de ida das semifinais da Libertadores. Já no jogo de volta, realizado no dia 6 de setembro, deu uma assistência para Pablo fazer o primeiro gol do Furacão no empate de 2–2 no Allianz Parque, ajudando o time à chegar na final da competição novamente após 17 anos. Com destaque, foi vinculado em agosto a Barcelona, Real Madrid e Juventus como possíveis interessados em seu futebol.
Com a ascensão meteórica e excelente desempenho, sua média na temporada (0,35) era superior a de Neymar com a mesma idade (0,29), tendo Roque disputado 40 jogos e feito 12 gols mais três assistências. Nesse período, ainda conciliava os jogos do profissional com  aulas do ensino médio (online na maioria das vezes) já que estava no terceiro, ficando entre fazer administração e educação física na faculdade futuramente quando terminasse a escola. Em 28 de setembro, foi um dos três brasileiros selecionados para lista de 60 jovens talentos do mundo do The Guardian.
Em 10 de outubro, foi um dos cinco indicados a ganhar o anel de melhor jogador da Libertadores. Em 29 de outubro, começou a final da Libertadores como titular. Porém, o Flamengo sagrou-se campeão do torneio ao vencer na finalíssima por 1–0. Apesar do vice-campeonato, Roque foi selecionado para Seleção da Copa Libertadores pelo bom desempenho na competição, sendo o segundo mais novo a conseguir tal feito ficando atrás apenas de Sergio Agüero em 2005. Também foi um dos indicados ao Prêmio Bola de Prata da ESPN como revelação, disputando com Marcos Leonardo e Du Queiroz.
Pela boa temporada, figurou na lista dos 10 melhores jogadores Sub-20 do Brasil feita pela uol no início de novembro. Após uns meses sem marcar, encerrou seu jejum na vitória por 2–0 sobre o Botafogo na última rodada do Campeonato Brasileiro, terminando a temporada com sete gols (cinco no Brasileiro) em 36 partidas pelo clube paranaense. Roque foi o atleta brasileiro que mais valorizou-se ao fim da temporada, com aumento 1518% no seu valor de mercado.

#### 2023
Foi um dos indicados na primeira edição do Samba de Ouro Sub-20, dado ao melhor jogador brasileiro com menos de 20 anos. Ficou em terceiro lugar com 10,1% dos votos, sendo superado por Matheus França (10,7%) e o vencedor, Endrick (28,4%). Em 5 de abril, figurou na lista dos 100 jogadores Sub-23 mais valiosos do mundo feita pela CIES (Observatório de Futebol do Centro Internacional de Estudos de Esporte), excluindo atletas das cinco grandes ligas), figurando na 15.º posição. Em 26 de abril, constou em um nova lista da CIES Football Observatory  de melhores atletas Sub-20 do mundo, figurando na quinta posição.
Após fazer um dos gols na vitória de 2–1 sobre o Flamengo na 4ª rodada do Campeonato Brasileiro, Roque chegou a sete gols no ano e igualou a sua melhor temporada, 2021, precisando de 15 jogos para atingir a mesma quantidade de gols que na temporada passada, onde precisou de 36 partidas.
Em 13 de junho, foi afirmado pelo jornal As que o jogador havia sido comprado pelo Barcelona pelo valor de 40 milhões de euros. Contudo no momento da compra, o clube catalão ainda precisava aliviar a folha salarial por conta do fair play financeiro e por isso não pôde anunciar a contratação oficialmente no momento que o jornal anunciou o negócio.
Assumiu a artilharia do Furacão na temporada ao fazer o gol rubro-negro contra o São Paulo após a derrota por 2–1 na 11ª rodada do Campeonato Brasileiro, sendo também o atleta Sub-23 com mais participações em gols no Brasileirão, com cinco gols e duas assistências. Na rodada seguinte no dia 25 de junho, marcou o gol da vitória sobre o Corinthians e assumiu a vice-artilharia do Brasileirão, atrás apenas de Tiquinho Soares. Seus gols e atuações renderam-lhe alcunha de "Novo Ronaldo" pela mídia internacional. No jogo seguinte pela última rodada da fase grupo da Libertadores, Roque chegou ao quarto jogo seguido marcando gols ao fazer dois gols na vitória por 3–0 sobre o Alianza Lima e ajudar o Furacão a avançar para as oitavas de final. Marcou também no empate de 2–2 com o Palmeiras na 13ª rodada do Brasileirão, chegando sete gols na competição e 15 na temporada.
Voltou a marcar em 16 de julho, na vitória por 2–0 sobre o Bahia na 15ª rodada do Brasileirão. Em 9 de agosto, fez um dos gols do Furacão na vitória por 2–0 sobre o Bolívar no jogo de volta das oitavas da Libertadores, empatando o agregado e levando para a penalidades, onde o clube foi superado por 5–4. Apesar da derrota, Roque igualou Luisinho Netto, Lima e Marco Ruben como o maior artilheiro do clube na competição, com seis gols.
Fez o gol do Furacão no empate com o Goiás em 1–1 na 20ª rodada em 22 de agosto e na rodada seguinte contra o Fluminense sete dias depois, um empate de 2–2. Em 9 de agosto, constou na lista de 17 atletas feita pelo Centro de Pesquisa e Análise da Seleção Brasileira que tinham potencial para atuar pela seleção principal do Brasil no futuro. Também figurou na pesquisa feita pelo CIES em 30 de agosto, na quinta posição, como um dos jovens mais bem preparados para atuar em uma das cinco grandes ligaseuropeias.
Em novembro, novamente foi um dos três finalistas do prêmio Samba de Ouro Sub-20, desta vez ficando em 2º lugar, atrás de Marcos Leonardo e à frente de Endrick. Despediu-se do clube em dezembro para se apresentar ao Barcelona. Foram 45 jogos, 21 gols e sete assistências na temporada. No geral somando as duas temporadas, disputou 81 jogos e marcou 28 gols, com dez assistências distribuídas pelo Furacão.

### Barcelona
O Barcelona anunciou sua contratação no dia 12 de julho de 2023, com contrato até 2031 e possuindo uma cláusula de rescisão de 500 milhões de euros. O valor da transação girou em torno de 395 milhões de reais, sendo a segunda a transferência mais cara do futebol brasileiro com 74 milhões de euros, ficando atrás apenas dos 88,4 milhões de euros da venda de Neymar em 2013 também ao Barcelona. O jogador chegou à Barcelona no dia 27 de dezembro, recebendo, no dia 2 de janeiro de 2024, a camisa 19.
Vitor Roque realizou sua estreia pelo Barça no dia 4 de janeiro, entrando aos 32 minutos do segundo tempo na vitória por 2–1 sobre o Las Palmas, fora de casa, válida pela 19ª rodada de La Liga. Em seguida, entrou no segundo tempo de suas três primeiras partidas no clube catalão. Na vitória por 3–1 sobre o Unionistas, pela Copa do Rei, sua ausência no time titular foi criticada pelo jornal As, que apontou que Raphinha estava lesionado e Lamine Yamal suspenso.
No dia 31 de janeiro, numa partida contra o Osasuna, Vitor Roque entrou aos 16 minutos do segundo tempo. No entanto, dois minutos depois, Vitor Roque recebeu um cruzamento de João Cancelo, e fez um gol de cabeça, sendo o primeiro gol no clube catalão e dando a vitória ao Barça por 1–0. No jogo seguinte contra Alavés, entrou novamente no segundo tempo, no minuto 13, e quatro minutos depois fez o terceiro gol dos blaugranas, contribuindo para a vitória de 3–1 na 23ª da La Liga. Porém, acabou recebendo o segundo cartão amarelo e foi expulso com apenas 13 minutos em campo.
Vitor Roque fez sua estreia como titular em 17 de fevereiro, na vitória por 2–1 sobre o Celta de Vigo em jogo válido pela 25ª rodada do Campeonato Espanhol. Apesar de muita disposição, acabou passando em branco e foi substituído aos 12 minutos do segundo tempo pelo compatriota Raphinha. Um mês depois, em nova lista da CIES, figurou na segundo posição do ranking de centroavantes mais promissores Sub-21 do mundo, atrás apenas de Endrick. Também figurou na tradicional lista de 50 jovens mais promissores do mundo feita pela Goal, em 6º lugar.
Apesar das expectativas, Roque não conseguiu muito espaço na equipe com o técnico Xavi, tendo sido noticiado que figuraria na lista de despensa para a próxima temporada montada pelo treinador. Foram 16 partidas e dois gols marcados. Também foi integrado na lista de contratações que decepcionaram feita por um jornalista do site inglês Goal.

### Betis
Em 26 de agosto de 2024, o Barcelona anunciou que concordou com o empréstimo de Roque ao Betis por uma temporada, com opção de mais um ano. O jogador marcou seu primeiro gol pelo clube no dia 13 de setembro, numa vitória por 2–0 em casa contra o Leganés.

### Palmeiras

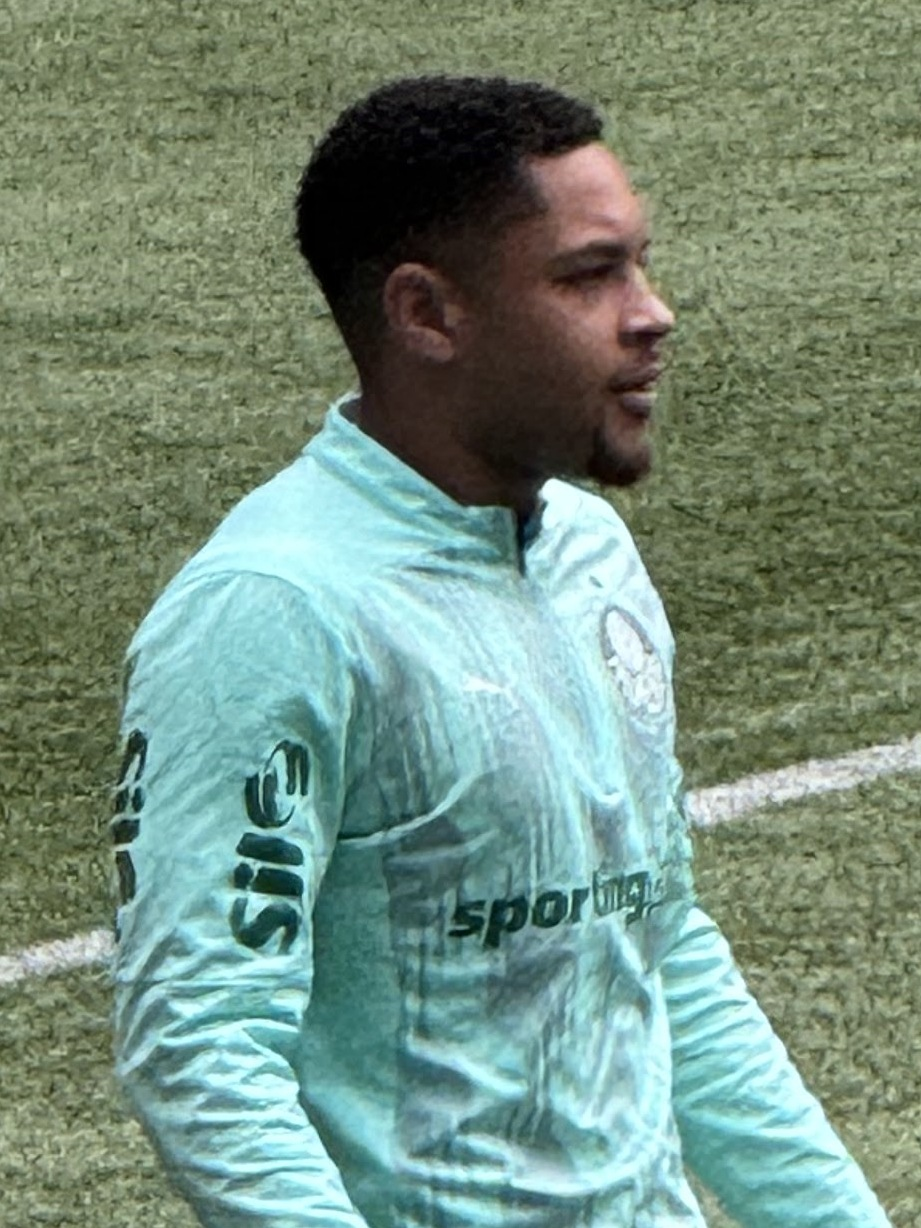
Vitor Roque, com o Palmeiras, em 2025.

Em 28 de fevereiro de 2025, o Palmeiras anunciou a contratação de Vitor Roque, que assinou um contrato válido até dezembro de 2029. Embora os valores não tenham sido oficialmente confirmados, o portal brasileiro ge afirmou que o clube paulista pagou 25,5 milhões de euros (154,6 milhões de reais, na época) ao Barcelona. Se confirmados os valores, Roque tornou-se a contratação mais cara da história do futebol brasileiro. Foi apresentado oficialmente em 7 de março, recebendo a camisa de número nove. Fez sua estreia quatro dias depois, pela semifinal do Campeonato Paulista, contra o São Paulo; Vitor Roque sofreu o pênalti que deu a vitória ao Palmeiras por 1–0. Marcou seu primeiro gol em 4 de maio, ao fazer o único gol de uma vitória palmeirense por 1–0 sobre o Vasco da Gama, pelo Campeonato Brasileiro.

## Seleção Brasileira

### Sub-16
Em 25 de fevereiro de 2020, foi um dos 26 convocados para um período de treinamentos entre os dias 10 e 19 de março.

### Sub-20
Em 19 de maio de 2022, foi um dos convocados pelo técnico Ramon Menezes para a disputa do Torneio Internacional do Espírito Santo entre os dias 8 e 12 de junho, cujo Brasil sagrou-se campeão ao golear o Uruguai por 7–0, tendo Vitor Roque feito o primeiro gol.
Foi novamente convocado em 28 de outubro, para dois amistosos contra o Chile entre os dias 17 e 20 de novembro, sendo essa última convocação antes da disputa do Sul-Americano sub-20 de 2023.

#### Campeonato Sul-Americano de 2023
Em 8 de dezembro, Roque foi um dos 23 convocados para representar o Sub-20 no Campeonato Sul-Americano de 2023. O Brasil conquistou o Campeonato Sul-Americano Sub-20 de 2023, ao vencer o Uruguai no último jogo do hexagonal final, por 2–0. Vitor Roque cumpriu a expectativa e foi um dos destaques. Ele não marcou no confronto direto, porém anotou seis gols e terminou como artilheiro da competição junto com Andrey Santos, além de uma assistência e sofreu dois pênaltis, convertidos por ele.
Apesar de ser um dos nomes certos para representar o Brasil no Mundial da categoria na Argentina entre maio e junho de 2023, a diretoria do Athletico Paranaense voltou atrás na decisão de liberar Roque e decidiu vetar sua ida, devido a sua importância no clube,  onde era um dos principais atletas e o artilheiro da equipe.

### Sub-23
Em 18 de agosto, foi um dos 23 convocados para dois amistosos da categoria contra Marrocos nos dias 7 e 11 de setembro, respectivamente, visando os Jogos Pan-americanos e o Torneio Pré-Olímpico. Cotado para disputar o Pré-Olímpico no início de 2024, a imprensa espanhola noticiou que o Barcelona (clube que Roque estava) não iria liberá-lo para disputar, visto que pretendia contar com o mesmo para os jogos do clube no período.

### Principal
A Seleção Brasileira foi convocada pela primeira vez desde o Mundial de 2022 em 3 de março de 2023, pelo técnico interino, Ramon Menezes, que convocou 23 jogadores  para o amistoso contra o Marrocos no dia 25 de março e dentre estes Vitor Roque foi um dos selecionados, sendo essa sua primeira convocação.
No dia 25 de março de 2023, Vitor Roque fez sua estreia pela Seleção Brasileira na derrota por 2–1 para Marrocos em jogo amistoso, na cidade de Tânger. Ele ainda se tornou o jogador mais jovem a fazer a primeira partida pela seleção desde Ronaldo.

## Estilo de jogo
Vitor Roque é definido como um atacante que costuma atuar pelas laterais do campo e que destaca-se por usar bom bem os dois pés, fato que o torna um finalizador imprevisível, capaz de controlar com qualquer um e terminar com o oposto. Dessa forma, ele pode enfrentar e driblar em qualquer direção e ser uma grande ameaça para os defensores.

## Estatísticas
Atualizadas até 7 de maio de 2025
Clubes
| Equipe              | Temporada         | Campeonato nacional | Campeonato nacional | Campeonato nacional | Copa nacional[a] | Copa nacional[a] | Copa nacional[a] | Competições continentais[b] | Competições continentais[b] | Competições continentais[b] | Outros torneios[c] | Outros torneios[c] | Outros torneios[c] | Total | Total | Total   |
| Equipe              | Temporada         | Jogos               | Gols                | Assist.             | Jogos            | Gols             | Assist.          | Jogos                       | Gols                        | Assist.                     | Jogos              | Gols               | Assist.            | Jogos | Gols  | Assist. |
| ------------------- | ----------------- | ------------------- | ------------------- | ------------------- | ---------------- | ---------------- | ---------------- | --------------------------- | --------------------------- | --------------------------- | ------------------ | ------------------ | ------------------ | ----- | ----- | ------- |
| Cruzeiro            | 2021              | 5                   | 0                   | 0                   | —                | —                | —                | —                           | —                           | —                           | —                  | —                  | —                  | 5     | 0     | 0       |
| Cruzeiro            | 2022              | 1                   | 0                   | 0                   | 2                | 2                | 0                | —                           | —                           | —                           | 8                  | 4                  | 1                  | 11    | 6     | 1       |
| Cruzeiro            | Total             | 6                   | 0                   | 0                   | 2                | 2                | 0                | —                           | —                           | —                           | 8                  | 4                  | 1                  | 16    | 6     | 1       |
| Atlético Paranaense | 2022              | 29                  | 5                   | 2                   | —                | —                | —                | 7                           | 2                           | 1                           | —                  | —                  | —                  | 36    | 7     | 3       |
| Atlético Paranaense | 2023              | 25                  | 12                  | 3                   | 6                | 1                | 1                | 8                           | 4                           | 1                           | 6                  | 4                  | 2                  | 45    | 21    | 7       |
| Atlético Paranaense | Total             | 54                  | 17                  | 5                   | 6                | 1                | 1                | 15                          | 6                           | 3                           | 6                  | 4                  | 2                  | 81    | 28    | 10      |
| Barcelona           | 2023–24           | 14                  | 2                   | 0                   | 2                | 0                | 0                | 0                           | 0                           | 0                           | 0                  | 0                  | 0                  | 16    | 2     | 0       |
| Barcelona           | Total             | 14                  | 2                   | 0                   | 2                | 0                | 0                | 0                           | 0                           | 0                           | 0                  | 0                  | 0                  | 16    | 2     | 0       |
| Real Betis          | 2024–25           | 3                   | 1                   | 0                   | 0                | 0                | 0                | 0                           | 0                           | 0                           | 0                  | 0                  | 0                  | 3     | 1     | 0       |
| Real Betis          | Total             | 3                   | 1                   | 0                   | 0                | 0                | 0                | 0                           | 0                           | 0                           | 0                  | 0                  | 0                  | 3     | 1     | 0       |
| Palmeiras           | 2025              | 7                   | 1                   |                     | 1                | 0                |                  | 3                           | 1                           |                             | 3                  | 0                  |                    | 14    | 2     |         |
| Palmeiras           | Total             | 7                   | 2                   |                     | 1                | 0                |                  | 3                           | 1                           |                             | 3                  | 0                  |                    | 14    | 2     |         |
| Total na carreira   | Total na carreira | 84                  | 21                  | 5                   | 11               | 3                | 1                | 18                          | 7                           | 3                           | 17                 | 8                  | 3                  | 130   | 39    | 11      |

- a. ^ Jogos da Copa do Brasil e Copa da Espanha
- b. ^ Jogos da Copa Libertadores
- c. ^ Jogos do Campeonato Mineiro, Campeonato Paranaense e Campeonato Paulista

### Seleção Brasileira
Abaixo estão listados todos jogos e gols do futebolista pela Seleção Brasileira, desde as categorias de base. Abaixo da tabela, clique em expandir para ver a lista detalhada dos jogos de acordo com a categoria selecionada.
Sub-20
| Ano   |       |      |         |
| Ano   | Jogos | Gols | Assist. |
| ----- | ----- | ---- | ------- |
| 2023  | 13    | 7    | 1       |
| Total | 13    | 7    | 1       |

Sub-23
| Ano   |       |      |         |
| Ano   | Jogos | Gols | Assist. |
| ----- | ----- | ---- | ------- |
| 2023  | 1     | 0    | 0       |
| Total | 1     | 0    | 0       |

Seleção Principal
| Ano   |       |      |         |
| Ano   | Jogos | Gols | Assist. |
| ----- | ----- | ---- | ------- |
| 2023  | 1     | 0    | 0       |
| Total | 1     | 0    | 0       |

## Títulos
Athletico Paranaense
- Campeonato Paranaense: 2023

Seleção Brasileira
- Sul-Americano Sub-20: 2023

### Prêmios individuais
- Seleção da Copa Libertadores de 2022[119]
- 60 jovens promessas do futebol mundial de 2022 (The Guardian)
- NXGN 2024: 50 melhores jovens promessas do futebol (Goal)

### Recordes e marcas
- Jogador mais jovem a marcar pelo Cruzeiro na Copa do Brasil (16 anos, 11 meses e 25 dias)
- Sexto jogador mais jovem a marcar na Copa do Brasil (16 anos, 11 meses e 25 dias)
- Jogador mais jovem a marcar pelo Athletico Paranaense no Campeonato Brasileiro (17 anos e 90 dias)
- Jogador mais jovem a marcar pelo Athletico Paranaense na Copa Libertadores da América (17 anos e 120 dias)
- Sétimo jogador mais jovem a marcar na Copa Libertadores da América (17 anos e 120 dias)
- Maior artilheiro do Athletico Paranaense na Copa Libertadores da América com Luisinho Netto, Lima e Marco Ruben (6 gols)
- Brasileiro mais jovem a marcar na La Liga (18 anos, 11 meses e 3 dias)[120]
- Quarto jogador mais jovem a marcar na La Liga (18 anos, 11 meses e 3 dias)

### Artilharias
- Sul-Americano Sub-20 de 2023 (6 gols)